# Werner Haas (pianiste)
Pour les articles homonymes, voir Haas.
Werner Haas (Stuttgart, 3 mars 1931 – Nancy, 11 octobre 1976) est un pianiste classique allemand. Il est connu pour ses interprétations d'œuvres du XIXe siècle et notamment du XXe siècle, comme celles de Claude Debussy et Maurice Ravel.
À partir de 1954 il avait suivi des cours auprès de Walter Gieseking au Conservatoire de Musique de Sarrebruck. Il signe un contrat avec Philips Records, et son enregistrement de l’œuvre complet pour piano de Claude Debussy reçoit le Grand Prix National du Disque 1962 décerné par l'Académie du disque français. En 1970 le prix Edison d'Amsterdam lui est décerné pour l’œuvre intégral pour piano de Maurice Ravel. Son répertoire comprenait aussi des compositions pour piano de Jean-Sébastien Bach, Mozart (des concertos avec Karl Münchinger), Frédéric Chopin, Ludwig van Beethoven, Félix Mendelssohn, Robert Schumann, Piotr Ilitch Tchaïkovski (concertos enregistrés avec Eliahu Inbal), Sergueï Rachmaninov ou George Gershwin.

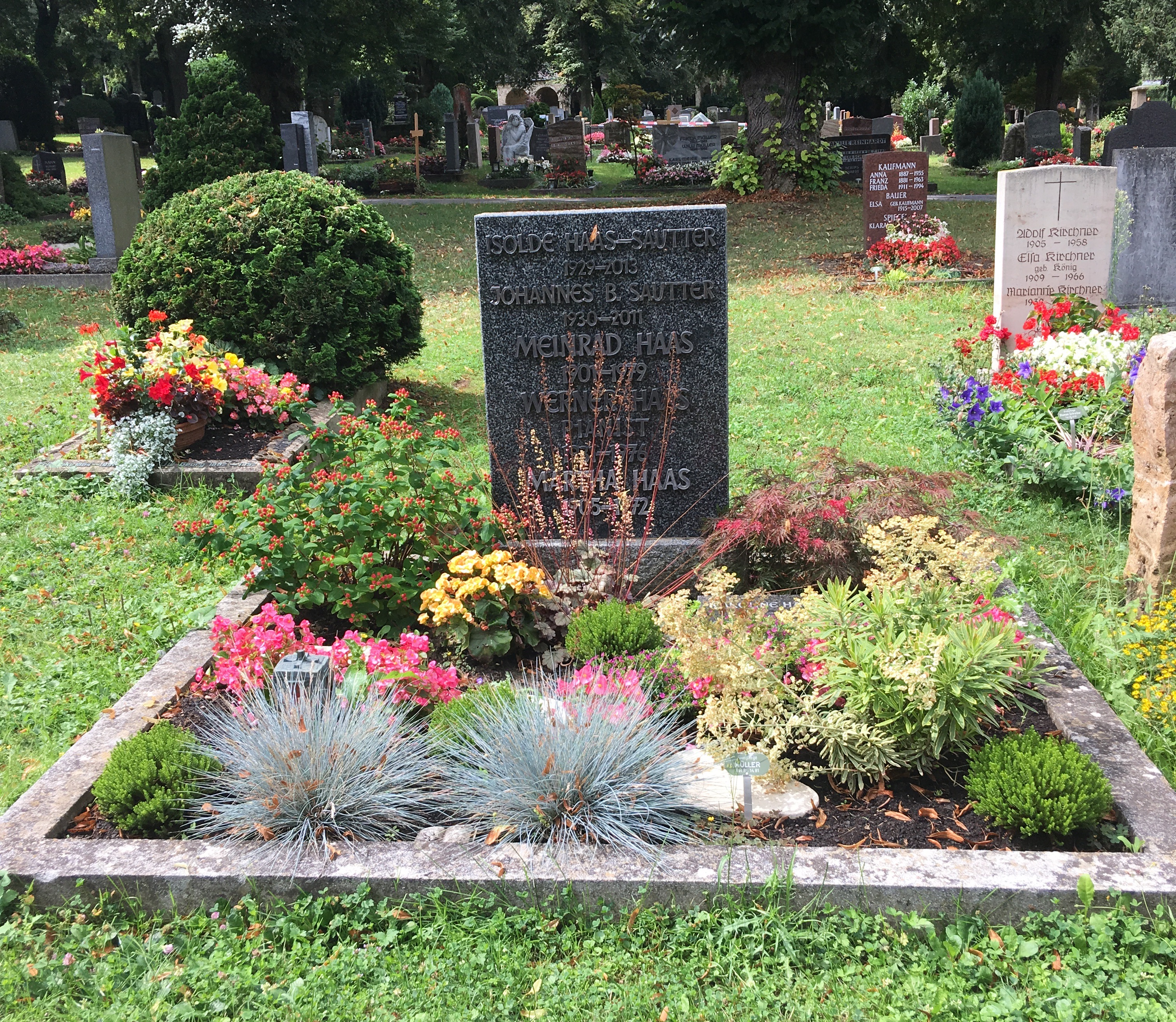
La tombe de Werner Haas au cimetière de Stuttgart-Feuerbach (Section 7).

Après un concert à Caen il a un accident de voiture à Lay-Saint-Remy près de Foug en Meurthe-et-Moselle et meurt pendant le transport en direction de L'Hôpital Central à Nancy le 11 octobre 1976.